# 高畠那生
高畠 那生（たかばたけ なお、1978年 - ）は、日本の絵本作家、イラストレーター。

## 来歴
1978年岐阜県生まれ。東京造形大学美術学科卒業。第4回ピンポイント絵本コンペ入選。第25回講談社絵本新人賞佳作。2003年に『ぼく・わたし』(絵本館)でデビュー。『カエルのおでかけ』(フレーベル館)で第19回日本絵本賞受賞。『うしとざん』(小学館)で第68回産経児童出版文化賞ニッポン放送賞、第70回小学館児童出版文化賞受賞。『おきにいりのしろいドレスをきてレストランにいきました』(童心社)で第29回日本絵本賞受賞。

## 著作

### 絵本
- 『ぼく・わたし』 （2003年11月、絵本館、ISBN 978-4871101424）
- 『バースデー・ドッグ』 作/斉藤洋 （2004年2月、フレーベル館、ISBN 978-4577028643）
- 『ぞうの金メダル』 作/斉藤洋 （2004年7月、偕成社、ISBN 978-4033313504）
- 『いぬのムーバウ いいねいいね』（2004年9月、講談社、ISBN 978-4061323025）
- 『ねこだまし』 作/斉藤洋 （2004年10月、理論社、ISBN 978-4652040386）
- 『やぎとこおろぎ』 おはなしワンダー9月号 （2005年9月、世界文化社）
- 『チーター大セール』 （2006年3月、絵本館、ISBN 978-4871101554）
- 『こんやもカーニバル』 作/斉藤洋 （2006年5月、講談社、ISBN 978-4061323315）
- 『「いやだ！」のトーニオ』 2006年おはなしワンダー10月号、訳/剣持弘子 （2006年10月、世界文化社）
- 『めくってびっくり短歌絵本2「サキサキ オノマトペの短歌」』 編/穗村弘 （2006年11月、岩崎書店、ISBN 978-4265052622）
- 『おまかせツアー』 （2007年4月、理論社、ISBN 978-4652040539）
- 『けっこんしきに いった どうぶつたち』 2007年おはなしワンダー11月号、訳/剣持弘子 （2007年11月、世界文化社）
- 『はたらくんジャー』 作/木坂涼 （2007年12月、フレーベル館、ISBN 978-4577034958）
- 『だるまだ！』 （2007年11月、長崎出版、ISBN 978-4860952303）
- 『おしゃべりどうぶつえん』 作/あべまいこ （2008年6月、絵本館、ISBN 978-4871101684）
- 『でっこりぼっこり』 （2009年8月、絵本館、ISBN 978-4871101752）
- 『わらしべちょうじゃ』 作/杉山亮 （2009年9月、小学館、ISBN 978-4097268796）
- 『さるかにがっせん』 作/山下明生 （2010年2月、あかね書房、ISBN 978-4251011534）
- 『カッパのあいさつ』 （2010年2月、長崎出版、ISBN 978-4860953539）
- 『ねずみくんをつかまえて！』 作/みきすぐる （2010年6月、教育画劇、ISBN 978-4774611624）
- 『クリスマスのきせき』 （2010年10月、岩崎書店、ISBN 978-4265070381）
- 『小学えいご大型絵本〈第5巻〉What can you do?―何ができるの?』 著/井上よう子、監修/直山木綿子 （2011年2月、学研教育出版、ISBN 978-4055008228）
- 『せきとりしりとり』 作/サトシン （2011年2月、文溪堂、ISBN 978-4894237216）
- 『あるひ こねこね』 （2011年12月、長崎出版、ISBN 978-4893259455）
- 『ママ！』 作/キム・フォップス・オーカソン、訳/枇谷玲子 （2011年7月、ひさかたチャイルド、ISBN 978-4860954598）
- 『わがままくまさん』 作/ねじめしょういち （2012年1月、そうえん社、ISBN 978-4882642473）
- 『さんすううちゅうじん あらわる！』 著/かわばたひろと（川端裕人） （2012年2月、講談社、ISBN 978-4061324923）
- 『まってるまってる』 （2012年3月、絵本館、ISBN 978-4871100748）
- 『だれのたまご』 作/斉藤洋 （2012年5月、フレーベル館、ISBN 978-4577040119）
- 『おしえてベッカン あきのえんそく』 2012年おはなしチャイルド10月号、さく/山下明生 （2012年10月、チャイルド本社）
- 『バナナじけん』 （2012年12月、BL出版、ISBN 978-4776405696）
- 『カエルのおでかけ』 （2013年5月、フレーベル館) ISBN 978-4577038970）
- 『あいうえおんせん』 作/林木林 （2013年11月、くもん出版、ISBN 978-4774321899）
- 『セッセとヨッコラ ヒョゴーどうくつのたんけん』 （2014年6月、フレーベル館、ISBN 978-4577042137）
- 『おえかきしりとり』 作/新井洋行、鈴木のりたけ、高畠那生、よしながこうたく （2014年7月、講談社、ISBN 978-4061325821）
- 『おしえてベッカン どうしてプールがきらいなの？』 おはなしチャイルドNo.473、さく/山下明生 （2014年8月、チャイルド本社、ISBN 978-4805440254）
- 『だいすき、でも、ゆめみてる』 作/二宮由紀子 （2014年9月、文研出版、ISBN 978-4580821835）
- 『ほんとはスイカ』 作/昼田弥子 （2015年5月、ブロンズ出版、ISBN 978-4893096036）
- 『たとえば、せかいがゴロゴロだったら』 （2015年7月、講談社、ISBN 978-4061332652）
- 『だるまだ！』 （2015年8月、好学社、ISBN 978-4769023210）
- 『みて！』（2015年8月、絵本館、ISBN 978-4871103343）
- 『セッセとヨッコラ ひみつのプレゼントさくせん』 （2015年9月、フレーベル館、ISBN 978-4577043240）
- 『みんなにゴリラ』 （2016年8月、ポプラ社、ISBN 978-4591150559）
- 『たまたまタヌキ』 作/内田麟太郎 （2016年11月、佼成出版社、ISBN 978-4333027460）
- 『まねきねこだ！！』 （2017年27月、好学社、ISBN 978-4769023340）
- 『ハリネズミ・チコ(3) フライパン号でナポレオンの島へ』 作/山下明生 （2017年10月、理論社、ISBN 978-4652202067）
- 『としおくんむし』 作/ねじめ正一 （2018年2月、光村教育図書、ISBN 978-4895722148）
- 『ハリネズミ・チコ（4） スターライト号でアドリア海へ』 作/山下明生 （2018年3月、理論社、ISBN 978-4652202074）
- 『そらから ぼふ～ん』 （2018年3月、くもん出版、ISBN 978-4774326924）
- 『ゲンちゃんはおサルじゃありません』 作/阿部夏丸 （2018年5月、講談社、ISBN 978-4061957831）
- 『あさって町のフミオくん』 作/昼田弥子 （2018年9月、ブロンズ新社、ISBN 978-4893096494）
- 『ジャックとまめのき』 作/早野美智代 （2019年2月、フレーベル館、ISBN 978-4577046821）
- 『マザーグースのうた』作/蜂飼耳 （2019年3月、ポプラ社、ISBN 978-4591162293）
- 『ハリネズミ・チコ(5) パピヨン号でフランス運河を』 作/山下明生 （2019年4月、理論社、ISBN 978-4652203040）
- 『ウォッシュバーンさんがいえからでない13のりゆう』 作/中川ひろたか （2020年1月、文溪堂、ISBN 978-4799903407）
- 『こんぺいとうはゆめみてた』 作/金子みすゞ （2020年3月、フレーベル館、ISBN 978-4577610046）
- 『だれにもいわずにおきましょう』 作/金子みすゞ （2020年4月、フレーベル館、ISBN 978-4577610053）
- 『いし』 作/中川ひろたか （2020年6月、アリス館、ISBN 978-4752008835）
- 『うしとざん』  （2020年12月、小学館、ISBN 978-4097250852）

### 紙芝居
- 『紙芝居 ツノ対アゴ 』 （2020年5月、教育画劇 、ISBN 978-4774615318）